# Trichlorek boru
Trichlorek boru, chlorek boru, BCl
3 – nieorganiczny związek chemiczny boru i chloru.
W wodzie ulega hydrolizie na kwas ortoborowy i kwas solny:
BCl
3 + 3H
2O → H
3BO
3 + 3HCl
Jest silnym kwasem Lewisa.

## Otrzymywanie
Chlorek boru otrzymuje się działając na tlenek boru (B
2O
3) węglem i chlorem:
B
2O
3 + 3Cl
2 + 3C → 2BCl
3 + 3CO

## Zastosowanie
Chlorek boru stosuje się:
- jako substrat przy otrzymywaniu krystalicznego boru,
- w procesie oczyszczania stopów glinu, magnezu, cynku, miedzi z azotków, węglików i tlenków,
- jako topnik przy lutowaniu stopów glinu, żelaza, cynku, wolframu, niklu i miedzi.